# 境警察署
境警察署（さかいけいさつしょ）は、茨城県警察が管轄する警察署の一つである。署長は警視。

## 所在地
- 茨城県猿島郡境町長井戸51番地27

## 管轄区域
- 坂東市
- 猿島郡境町、五霞町

## 沿革
- 1876年（明治9年） - 境警察署
- 1886年（明治19年） - 境警察署
- 1948年（昭和23年） - 国家地方警察茨城県猿島地区警察署
- 1954年（昭和29年） - 茨城県境警察署（法改正に伴う）
- 1955年（昭和30年） - 岩井警察署統合
- 1982年（昭和57年） - 現庁舎建設

## 組織
- 署長
- 副署長
- 警務課
  - 総合相談係
  - 被害者支援係
- 会計課
- 地域課
- 生活安全課
  - 生活安全係
  - 防犯係
  - 銃刀係
- 刑事課
  - 鑑識係
- 交通課
- 警備課

## 地区交番

### 坂東市
- 岩井地区交番（坂東市岩井2892-3） - かつては「幹部派出所」との名称であった。

## 駐在所

### 坂東市
- 飯島駐在所（坂東市幸田1473-7）
- 沓掛駐在所（坂東市沓掛4993-5）
- 猫実駐在所（坂東市猫実1474-1）
- 矢作駐在所（坂東市矢作79-7）

### 境町
- 森戸駐在所（猿島郡境町大字伏木269-3）

### 五霞町
- 小福田駐在所（猿島郡五霞町大字小福田1268）
- 元栗橋駐在所（猿島郡五霞町大字元栗橋1160-4）

## 主な管轄事件
- 岩井市同級生連続殺人事件（1989年8月9日,9月13日） - 中学校時代の同級生2人を殺害した事件。主犯の人物には死刑判決が確定（再審請求中）。
- 五霞町女子高生殺害事件（2003年3月9日） - 未解決。
- 茨城県岩井市女子高生殺害事件（2004年6月20日） - 坂東市長須にて発生。未解決。
- 茨城一家殺傷事件（2019年9月23日） - 境町若林にて発生。